# Páll Klettskarð
Páll Klettskarð (født 17. maj 1990) er en færøsk fodboldspiller, angriber, der spiller for KÍ Klaksvík og Færøernes fodboldlandshold.

## International karriere
Han blev en del af truppen til det færøske fodboldlandshold i februar 2013 til en træningslejr i Thailand og blev skiftet ind i en venskabskamp mod Thailands U23 fodboldlandshold.
Han fik sin officielle debut for Færøerne i en VM-kvalifikationskamp mod Irland den 7. juni 2013.

## Individuel hæder
- Effodeildin Bedste unge spiller: 2012[4]
- Effodeildin Topscorer: 2012 (sammen med Clayton Soares)
- Effodeildin Bedste angriber: 2013[5]

## Familie
Hans mor er Óluva Klettskarð, hun var medlem af Lagtinget fra 2011 til 2019 for Tjóðveldi.